# النفق المغمور
 النفق المغمور أو نفق البصرة هو نفق لمرور السيارات في جنوب محافظة البصرة تحت قاع خور الزبير يربط ميناء الفاو الكبير شرقاً بناحية أم قصر غرباً، ذو 3 ممرات لكل اتجاه، عرضه 80 متراً، وطوله الكامل مع مقترباته 2444 متراً، وطوله تحت البحر 1266 متراً، أنشئ النفق تمهيداً لطريق التنمية واختصاراً للمسافة من 200 كيلومتر إلى 62 كيلومتراً، واختصاراً لمدة الوصول من ساعتين إلى 35 دقيقة، ليربط ميناء الفاو شرقاً بالطريق الدولي الممتد من ناحية أم قصر إلى غرب العراق فالأردن، ونقلت الجزيرة نت عن مدير المشروع قوله إن مسارات النفق "مخصصة لاستيعاب الحركة الكثيفة للشاحنات المحملة بالحاويات والأوزان العالية جدا، وسيتم غمره تحت قناة خور الزبير، مع ارتفاع صافى 18 مترا تقريبا للسماح بمرور السفن التجارية"، أنجز من المشروع 60% حتى 25 شباط سنة 2024، وفي 11 حزيران سنة 2024 باشر المقاول بعمل شق بحري أو خندق داخل قناة خور الزبير بعمق يصل إلى أكثر من 30 متراً لتغطيس النفق المغمور، وفي 8 تشرين الثاني سنة 2024 قال وزير النقل إن "عملية الغمر للقطع الكونكريتية العشرة في النفق المغمور وصلت إلى طول 1226 مترا"، وقالت الجزيرة نت "ومن المتوقع أن تعيد هذه المبادرة الطموحة تشكيل ديناميكيات التجارة الإقليمية، مما يجعل النفق المغمور هو الأول من نوعه في الشرق الأوسط". وهو أول طريق يمر تحت مياه البحر في منطقة الخليج العربي.